# Славне (Перекопський район)
Сла́вне (до 1945 року — Бакка́л, крим. Baqqal) — село Перекопського району Автономної Республіки Крим. Розташоване на заході району.
Відстань від райцентру до населеного пункта становить 51 кілометрів по прямій.
Поруч зі Славним, на захід від нього, знаходиться Бакальська коса, що простягається в Каркіницьку затоку в бік Джарилгача.

## Історія
Поблизу Котовського, Рилєєвки й Славного виявлено три скіфські курганні могильники.